# 天主教特立尼達宗座代牧區
天主教特立尼達宗座代牧區（拉丁語：Vicariatus Apostolicus Trinitensis）是哥倫比亞一個羅馬天主教宗座代牧區，直屬教廷。
代牧區成立於1999年10月29日，位於卡薩納雷省東部，教座位於特立尼達。2010年有教友37,757人（佔轄區總人口89.3%）、五個堂區、四十二名司鐸。現任宗座代牧為埃克托·哈維爾·皮薩羅·阿塞維多。